# Branko Roglić
Branko Roglić (Makarska, 19. studenog 1943.) hrvatski je poduzetnik 
Rodio se u Makarskoj 19. studenog 1943. godine. Nakon završetka studija na Elektrotehničkome fakultetu u Splitu 1969., svoju karijeru započinje kao komercijalni direktor splitskog poduzeća IRET. Godine 1971. smijenjen je s te pozicije zbog Hrvatskoga proljeća.
Karijeru nastavlja 1975. u Croatia-Baterijama kao voditelj predstavništva Varte za Jugoslaviju i Bugarsku. Godine 1987. u Švicarskoj osniva SBJ Orbico AG koji se širi na nekoliko europskih zemalja. Nakon privatizacije Unis-Elkosa 1989., utemeljuje Orbico 1990. - danas veliku distribucijsku grupu s 8000 zaposlenih u 20 zemalja Europe i prometom od 2,38 milijardi eura. Kasnije osniva Orvas u Splitu (1991.) i preuzima Croatia baterije u Zagrebu (1994.).
Značajan društveni angažman ostvaruje kao počasni konzul Republike Slovenije, predsjednik Hrvatske udruge poslodavaca (1999. - 2001.) i savjetnik Stjepana Mesića za strana ulaganja (2003. - 2010.) za vrijeme dok je Mesić bio predsjednik Hrvatske.
Roglić je poznat po svojoj filantropskoj djelatnosti, godišnje izdvajajući 1,2 milijuna kuna za različite donacije. Podupire kulturu kroz pomoć HNK-u u Zagrebu i Varaždinu, HNK Hajduku i manifestaciji „Glumci u Zagvozdu”. Također pomaže pojedincima u potrebi te podupire rad Caritasa i Crvenog križa. Posebno se ističe njegova potpora hrvatskim umjetnicima i braniteljima.
Podrijetlom iz Župe Biokovske, Roglić je povezan s vjerom i tradicijom. Među njegovim precima bilo je četiri svećenika, a na obiteljskom imanju u Župi Biokovskoj nalazi se crkvica Gospe Lurdske iz 1904. godine. Oženjen je Vjekom iz Makarske od 1. kolovoza 1970. godine.